# Nuphar pumila
Nuphar pumila é uma espécie de plantas com flor, aquáticas perenes da família Nymphaeaceae.